# 나가미네역
나가미네역(일본어: 長峰駅)은 일본 아오모리현 미나미쓰가루군 오와니정에 위치한 동일본 여객철도 오우 본선의 철도역이다. 상대식 승강장 2면 2선의 구조를 갖춘 지상역이다.

## 타는 곳
| 1 | ■ 오우 본선 | (하행) | 히로사키 · 아오모리 방면 |
| 2 | ■ 오우 본선 | (상행) | 오다테 · 아키타 방면     |

## 역 주변
- 국도 제7호선

## 역사
- 1952년 12월 1일 : 일본국유철도의 역으로서 개업.
- 1965년 : 일반역으로 격상.
- 1971년 10월 1일 : 역 무인화.
- 1987년 4월 1일 : 일본국유철도 분할 민영화에 의해, 동일본 여객철도가 승계.

## 인접 역
| 동일본 여객철도 오우 본선 | 동일본 여객철도 오우 본선 | 동일본 여객철도 오우 본선 |
| ------------------------- | ------------------------- | ------------------------- |
| 이카리가세키 요코테 방면  | ■ 오우 본선               | 오와니온센 아오모리 방면  |